# Desmodora marci
Desmodora marci is een rondwormensoort uit de familie van de Desmodoridae. De wetenschappelijke naam van de soort is voor het eerst geldig gepubliceerd in 1998 door Verschelde, Gourbault & Vincx.